# Red Hat
Red Hat Linux Linux je distribucija koju je jako lagano instalirati. Preporučuje se za korisnike koji se žele upoznati s Linuxom na što jednostavniji način. Kao i SuSE, i ova distribucija ima nešto po čemu se prepoznaje, a to je aplikacija Linuxconf, pomoću kojeg se može konfigurirati čitav sustav. RedHat je dugo vremena bila jedna od najpopularnijih distribucija u svijetu. Iz RedHata je nastala distribucija Fedora. Red Hat je nastao 1994. godine, i tada je bio prva distribucija koja je koristila RPM pakete. Red Hat Linux 9, završna inačica, završila je s izdavanjem 30. travnja 2004., a Fedora Core koji je proizašao iz Red Hata, nastavlja se nadograđivati.